# Karl von Kaskel

Karl Freiherr von Kaskel

Karl Freiherr von Kaskel (* 10. Oktober 1866 in Dresden; † 22. November 1943 in Berlin) war ein deutscher Komponist.

## Leben und Wirken
Er entstammte einer sächsischen Bankiersfamilie und war der Sohn des Felix Freiherr von Kaskel. Kaskel besuchte das Gymnasium in Zittau und begann ein Studium der Rechtswissenschaften in Leipzig. Später wandte er sich vom Jurastudium ab und widmete sich ganz dem Studium der Musikwissenschaften. Am Konservatorium Leipzig nahm er bei Salomon Jadassohn und Carl Reinecke Unterricht in Klavier und Komposition. In Köln wurde er von Franz Wüllner unterrichtet. Er lebte in Dresden und ab 1899 auch in München, wo er einen Lehrauftrag wahrnahm, in der Georgenstraße 5. Nach der nationalsozialistischen Machtergreifung lebte er versteckt in Berlin, wo er während eines Bombenangriffs an einem Herzinfarkt in seinem Versteck verstarb.

## Werke
Kaskel vertonte acht Bühnenwerke, „Hochzeitsmorgen“ (einaktige Oper, Uraufführung (UA) 1893 in Hamburg), „Sjula“ (Libretto von Axel Delmar, UA 1895 in Köln), „Die Bettlerin von Ponts des Arts“ (UA 1899 in Kassel), Der Dusle und das Babeli (Libretto von Alexander M Kolloden und Wilhelm Schriefer, Uraufführung 1903 in München), „Die Nachtigall“ (UA 1910 in Stuttgart), sowie Der Gefangene der Zarin 1910 und Die Schmiedin von Kent (Ralph Benatzky) 1916 in der Semperoper uraufgeführt wurden, letztere mit Richard Tauber als Wat Tyler. Weitere Werke von Kaskel waren u. a. eine Lustspielouvertüre, eine Humoreske und Ballade für Orchester sowie Klavierstücke und Lieder.